# Sergej Boelgakov

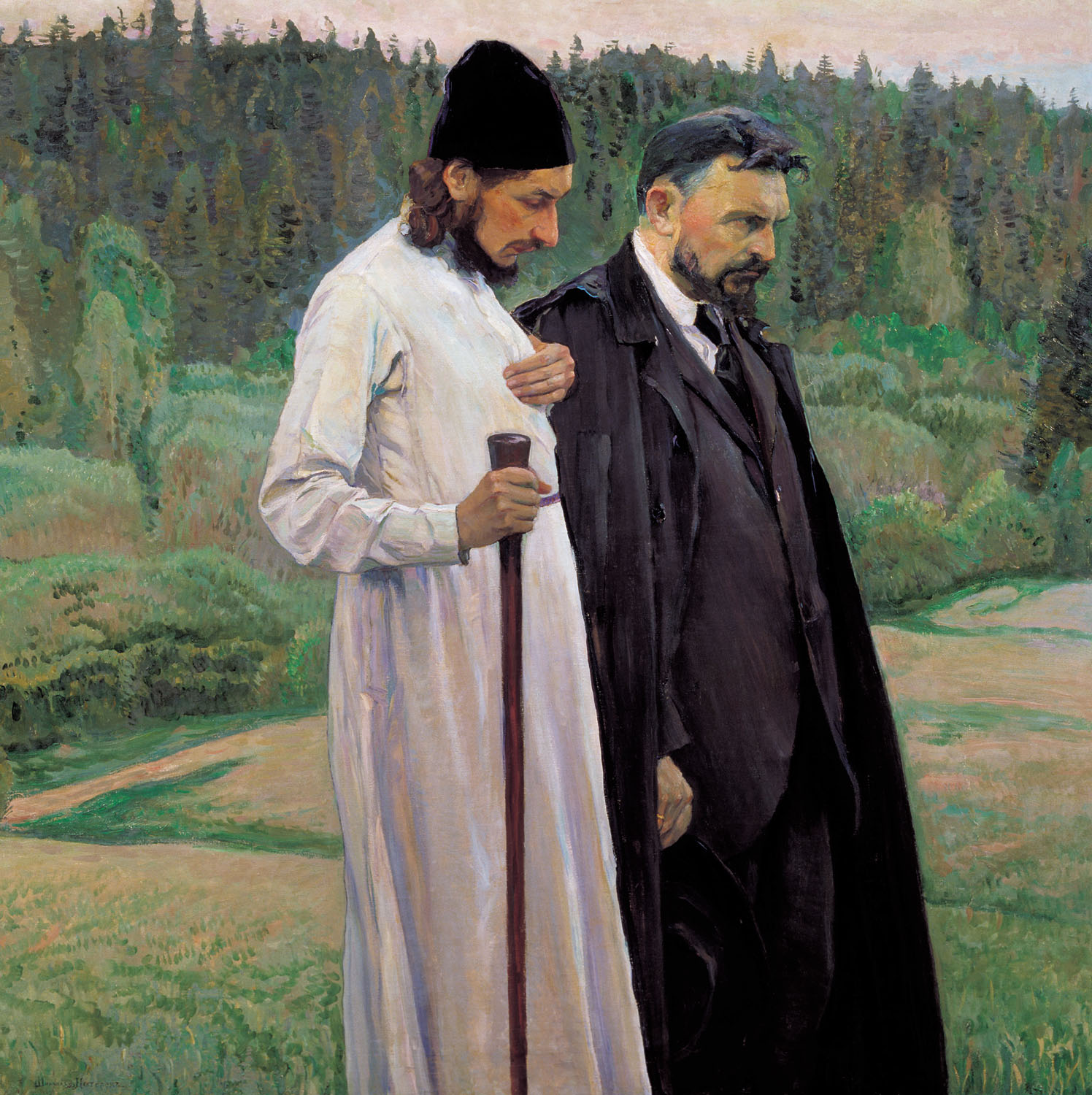
De filosoof Pavel Florenski (links) met Sergej Boelgakov (door Michail Nesterov, 1917)

Sergej (Sergius) Nikolajevitsj Boelgakov (Russisch: Сергей Николаевич Булгаков) (Livny, 16 juli 1871 – Parijs, 13 juli 1944) was een Russisch-orthodox geestelijke en christensocialist. Boelgakov studeerde aan het seminarie van Orjol, maakte een geloofscrisis door en vertrok naar Moskou om aldaar filosofie te studeren.
Tijdens zijn studie aan de Universiteit van Moskou werd hij marxist en werkte van 1895 tot 1901 als bibliothecaris in Londen, Berlijn en Parijs. Hij sloot vriendschappen met belangrijke vertegenwoordigers van de internationale arbeidersbeweging, zoals Karl Kautsky, August Bebel, Wilhelm Liebknecht en diens zoon Karl Liebknecht.
Terug in Rusland publiceerde hij een kritisch geschrift over het kapitalisme, waarin een verwijdering van het marxisme merkbaar is. Na een periode van nihilisme keerde hij terug in de schoot van de Russisch-orthodoxe Kerk. In 1906 werd hij hoogleraar politieke economie aan de staatsuniversiteit van Moskou.
Boelgakov, betrokken bij de liberale politiek van de Constitutioneel-Democratische Partij, scheidde zich in 1905 af van die partij en richtte een christen-socialistische partij op. Via agitatie probeerde men de arbeiders te winnen voor de religieuze én socialistische idealen van de christen-socialistische partij. Nauw verbonden aan de Christen-Socialistische Partij was de Broederschap van Strijdende Christenen die naar een wereldwijde theocratie streefde, gecombineerd met socialistische ideeën zoals broederschap en landhervorming. Boelgakov kwam spoedig in conflict met de Constitutioneel-Democraten vanwege hun rationalisme en de "bourgeois mentaliteit" van de liberalen.
In 1907 en 1908 was hij lid van de Tweede Doema voor de Christen-Socialistische partij. Hij raakte teleurgesteld, omdat de Doema systematisch werd tegengewerkt bij haar hervormingsplannen, zoals landhervorming.
Boelgakov was daarna actief als lid van de Religieus-Filosofische Sociëteit die probeerde de kerkelijke en seculiere intelligentsia dichter bij elkaar te brengen.
Als filosoof ontwikkelde hij de sofiologie verder. Hij wees het rationalisme af en geloofde alleen in een gevoelsfilosofie.
In 1917 nam hij deel aan het Al-Russische Congres van de Russisch-orthodoxe Kerk dat het patriarchaat van de kerk herstelde. In 1918 werd hij tot priester gewijd en verloor daardoor zijn professoraat. Op 1 januari 1923 werd hij uit Sovjet-Rusland verbannen en vestigde zich in het buitenland. In 1925 werd hij door het Russisch-orthodoxe Kerk in het Buitenland naar Parijs geroepen. In het buitenland schreef hij vooral mystieke werken. Zijn Sofiologie werd een strijdpunt onder Russische emigranten. In 1938 werden zijn sofiologische ideeën door de Synode van Karlovtsy veroordeeld. Desondanks behield hij zijn invloed, op met name Russische jongeren in het buitenland. Boelgakov wordt geschaard onder de christelijke universalisten, omdat hij het hiernamaals zag als een universele plek van loutering.

## Werken
- De vriend van de Bruidegom, De ladder van Jakob, Het brandend braambos en het Lam Gods, De Vertrooster, De bruid van het Lam. (Hier genoemde werken hebben betrekking op de Sofiologie)